# Luận tội Donald Trump lần thứ nhất
Việc luận tội  lần thứ nhất Donald Trump, tổng thống thứ 45 của Hoa Kỳ, được khởi xướng vào ngày 18 tháng 12 năm 2019, khi Hạ viện thông qua các điều khoản luận tội với tội danh lạm dụng quyền lực và cản trở Quốc hội. Thượng viện đã tha bổng cho Trump về những cáo buộc này vào ngày 5 tháng 2 năm 2020.
Lời buộc tội của Trump được đưa ra sau một cuộc điều tra chính thức của Hạ viện cáo buộc rằng ông đã lôi kéo sự can thiệp của nước ngoài vào cuộc bầu cử tổng thống Mỹ năm 2020 để giúp ông tái tranh cử, và sau đó cản trở cuộc điều tra bằng cách yêu cầu các quan chức chính quyền của ông bỏ qua trát đòi tài liệu và lời khai. Cuộc điều tra trên báo cáo rằng Trump đã từ chối viện trợ quân sự và lời mời đến Nhà Trắng dành cho tổng thống Ukraina Volodymyr Zelensky để gây ảnh hưởng đến Ukraina nhằm điều tra đối thủ chính trị của Trump là Joe Biden và thúc đẩy một thuyết âm mưu không có cơ sở rằng Ukraina, chứ không phải Nga, đứng sau can thiệp vào cuộc bầu cử tổng thống năm 2016.
Giai đoạn điều tra về việc luận tội Trump kéo dài từ tháng 9 đến tháng 11 năm 2019 sau khi có đơn tố cáo hồi tháng 8 cáo buộc Trump lạm dụng quyền lực. Vào tháng 10, ba ủy ban quốc hội (Tình báo, Giám sát và Đối ngoại) đã tiếp thu các nhân chứng. Vào tháng 11, Ủy ban Tình báo Hạ viện đã tổ chức một số phiên điều trần công khai, trong đó các nhân chứng đã làm chứng công khai; vào ngày 3 tháng 12, ủy ban đã bỏ phiếu từ 13-9 theo các đường lối của đảng để thông qua báo cáo cuối cùng. Một loạt các phiên điều trần luận tội trước Ủy ban Tư pháp Hạ viện bắt đầu vào ngày 4 tháng 12; vào ngày 13 tháng 12, nó đã bỏ phiếu 23–17 theo đường lối của đảng để đề nghị hai điều khoản luận tội, vì lạm dụng quyền lực và cản trở Quốc hội. Ủy ban đã công bố một báo cáo dài về các bài báo luận tội vào ngày 16 tháng 12. Hai ngày sau, Hạ viện đã thông qua cả hai điểm luận tội trong một cuộc bỏ phiếu chủ yếu là mang tính đảng phái, với tất cả các đảng viên Cộng hòa phản đối cùng với ba đảng viên Dân chủ. Điều này khiến Trump trở thành tổng thống Mỹ thứ ba trong lịch sử bị luận tội và đánh dấu cuộc luận tội hoàn toàn theo đảng phái đầu tiên, trong đó một tổng thống Mỹ bị luận tội mà không có sự ủng hộ từ chính đảng phái của Tổng thống (mặc dù đại diện độc lập Justin Amash, người đã bỏ phiếu ủng hộ luận tội trên cả hai điều khoản, trước đó là đảng viên Đảng Cộng hòa cho đến tháng 7 năm 2019).
Các điều khoản luận tội đã được đệ trình lên Thượng viện vào ngày 16 tháng 1 năm 2020, bắt đầu quá trình tòa luận tội. Phiên tòa không có nhân chứng hoặc tài liệu nào được trát hầu tòa, vì các thượng nghị sĩ Đảng Cộng hòa đã bác bỏ nỗ lực đưa ra trát tòa vào ngày 21 tháng 1 trong khi sắp xếp các thủ tục xét xử, và sau đó vào ngày 31 tháng 1 sau một cuộc tranh luận. Vào ngày 5 tháng 2, Trump đã được Thượng viện tuyên bố trắng án cả hai tội vì cả hai đều không nhận được 67 phiếu để kết tội. Ở Điều I, lạm quyền, 48 thượng nghị sĩ bỏ phiếu kết tội, trong khi 52 thượng nghị sĩ bỏ phiếu trắng án. Về Điều II, sự cản trở Quốc hội, 47 thượng nghị sĩ đã bỏ phiếu cho việc kết tội, trong khi 53 thượng nghị sĩ đã bỏ phiếu trắng án. Đảng viên Cộng hòa Mitt Romney, thượng nghị sĩ duy nhất phá vỡ đường lối của đảng, đã trở thành thượng nghị sĩ Hoa Kỳ đầu tiên bỏ phiếu để kết tội tổng thống của đảng mình trong một phiên tòa luận tội, vì ông đã bỏ phiếu thuận cho tội lạm dụng quyền lực.
Hai ngày sau khi được tuyên bố trắng án, Trump đã sa thải nhân chứng Đại sứ Gordon Sondland và Trung tá Alexander Vindman, những người đã làm chứng trong cuộc điều tra luận tội về hành vi của Tổng thống, và anh trai sinh đôi của Vindman là Yevgeny, theo The New York Times, trong khi Cố vấn An ninh Quốc gia, Robert O’Brien, tuyên bố ông chịu trách nhiệm cho việc sắp xếp lại nơi làm việc cho họ, theo The Wall Street Journal.